# 州胡
州胡，古代民族與國家，居住在今南韓濟州島上，為東夷的一支。其後為耽羅。

## 概論
州胡的起源不確定，相傳在夏商之間移居到濟州島，建立獨立國家。其語言與三韓不同，使用州胡語。其髮型與鮮卑相同，穿著皮製衣服，畜養牛豬，以航海貿易為主。